# Božidar Kos
Božidar Kos, slovenski skladatelj in pedagog, * 3. maj 1934, Novo mesto, † 29. marec 2015.
Aktivno se je posvetil glasbi med študijem strojništva v Ljubljani. Kmalu je zapustil državo in se preživljal kot igralec jazza ter aranžer v različnih krajih po Evropi, leta 1965 pa je emigriral v Avstralijo. Tam se je izšolal kot skladatelj.
Leta 1976 je bil povabljen za predavatelja na Fakulteti za glasbo na Univerzi v Adelaideu, leta 1983 pa je postal vodja kompozicijskega oddelka na Sydneyjskem glasbenem konservatoriju (Univerza v Sydneyju). Upokojil se je leta 2002 in leta 2008 za stalno vrnil v Slovenijo.
Leta 2003 je postal dopisni, leta 2009 pa redni član Slovenske akademije znanosti in umetnosti.